# Tour de Catalogne 1942
Le Tour de Catalogne 1942 est la 22e édition du Tour de Catalogne, une course cycliste par étapes en Espagne. L’épreuve se déroule sur 13 étapes entre le 5 et le 13 septembre 1942, sur un total de 1 219 km. Le vainqueur final est l'Espagnol Federico Ezquerra. Il devance ses compatriotes Julián Berrendero et Diego Cháfer.
Cette édition octroie pour la première fois des bonifications à la fin de chaque étape et au sommet des cols.
La quatrième étape est divisée en trois secteurs et la huitième étape est séparée en deux. Au cours de la deuxième étape une forte tempête empêche la course de se dérouler dans les meilleures conditions. Les coureurs se réunissent à l'arrivée au vélodrome de Vilafranca sans qu'un vainqueur soit décerné.
Mariano Canardo termine à la 27e place pour sa dernière participation à la « Volta ».

## Étapes
| Étape | Date         | Parcours                           | km    | Vainqueur d’étape            | Leader du classement général |
| ----- | ------------ | ---------------------------------- | ----- | ---------------------------- | ---------------------------- |
| 1e    | 5 septembre  | Montjuïc - Montjuïc (clm/éq)       | 38,0? | Antonio Andrés Sancho (ESP)  | Antonio Andrés Sancho (ESP)  |
| 2e    | 6 septembre  | Barcelone - Vilafranca del Penedès | 70,0  | Sans vainqueur               | Antonio Andrés Sancho (ESP)  |
| 3e    | 7 septembre  | Vilafranca del Penedès - Tortosa   | 190,0 | João Lourenço (POR)          | Antonio Andrés Sancho (ESP)  |
| 4a e  | 8 septembre  | Tortosa - Reus                     |       | Alberto Raposo (POR)         | Federico Ezquerra (ESP)      |
| 4a B  | 8 septembre  | Reus - Montblanc (clm)             | 37,0  | Julián Berrendero (ESP)      | Federico Ezquerra (ESP)      |
| 4a C  | 8 septembre  | Montblanc - Lleida                 | 60,0  | José Vidal Juliá (ESP)       | Federico Ezquerra (ESP)      |
| 5e    | 9 septembre  | Lleida - Vilanova de Bellpuig      | 140,0 | Miguel Casas (ESP)           | Federico Ezquerra (ESP)      |
| 6e    | 10 septembre | Vilanova de Bellpuig - Manresa     | 136,0 | Julián Berrendero (ESP)      | Federico Ezquerra (ESP)      |
| 7e    | 11 septembre | Manresa - Olot                     | 132,0 | Delio Rodríguez Barros (ESP) | Federico Ezquerra (ESP)      |
| 8a e  | 12 septembre | Olot - Figueres (clm)              | 47,0  | Fermo Camellini (ITA)        | Federico Ezquerra (ESP)      |
| 8a B  | 12 septembre | Figueres - Granollers              | 201,0 | Fernando Murcia (ESP)        | Federico Ezquerra (ESP)      |
| 9e    | 12 septembre | Granollers - Granollers            | 50,0  | Delio Rodríguez Barros (ESP) | Federico Ezquerra (ESP)      |
| 10e   | 13 septembre | Granollers - Barcelone             |       | Agustí Miró (ESP)            | Federico Ezquerra (ESP)      |

### Étape 1 Barcelone - Barcelone. 39,0 km (clm/éq)
|   | Cycliste              | Équipe       | Temps       |
| - | --------------------- | ------------ | ----------- |
| 1 | Antonio Andrés Sancho | FC Barcelone | 59 min 48 s |
| 2 | Federico Ezquerra     | FC Barcelone | m.t.        |
| 3 | Mariano Cañardo       | FC Barcelone | m.t.        |

|   | Cycliste              | Équipe       | Temps        |
| - | --------------------- | ------------ | ------------ |
| 1 | Antonio Andrés Sancho | FC Barcelone | 59 min 48 s  |
| 2 | Federico Ezquerra     | FC Barcelone | + 45 s       |
| 3 | Mariano Cañardo       | FC Barcelone | + 1 min 30 s |

### Étape 2. Barcelone - Vilafranca del Penedès. 70,0 km
|   | Cycliste       | Équipe | Temps           |
| - | -------------- | ------ | --------------- |
| 1 | Sans vainqueur |        | 2 h 01 min 05 s |
| 2 |                |        |                 |
| 3 |                |        |                 |

|   | Cycliste              | Équipe       | Temps           |
| - | --------------------- | ------------ | --------------- |
| 1 | Antonio Andrés Sancho | FC Barcelone | 2 h 59 min 23 s |
| 2 | Federico Ezquerra     | FC Barcelone | + 45 s          |
| 3 | Mariano Cañardo       | FC Barcelone | + 1 min 30 s    |

### Étape 3. Vilafranca del Penedès - Tortosa. 190,0 km
|   | Cycliste          | Équipe              | Temps           |
| - | ----------------- | ------------------- | --------------- |
| 1 | João Lourenço     | Coñac Gris Martínez | 4 h 27 min 35 s |
| 2 | Antonio Martín    | RCD de la Corunya   | m.t.            |
| 3 | Vicente Carretero | Frente del Trabajo  | m.t.            |

|   | Cycliste              | Équipe              | Temps           |
| - | --------------------- | ------------------- | --------------- |
| 1 | Antonio Andrés Sancho | FC Barcelone        | 7 h 26 min 58 s |
| 2 | Federico Ezquerra     | FC Barcelone        | + 50 s          |
| 3 | João Lourenço         | Coñac Gris Martínez | + 1 min 28 s    |

### Étape 4. (4A Tortosa-Reus 98 km), (4B Reus-Montblanc 37 km) et (4C Montblanc-Lleida 60 km)
|   | Cycliste          | Équipe              | Temps           |
| - | ----------------- | ------------------- | --------------- |
| 1 | Alberto Raposo    | Coñac Gris Martínez | 2 h 36 min 13 s |
| 2 | Federico Ezquerra | FC Barcelone        | m.t.            |
| 3 | Vicente Miró      |                     | m.t.            |

|   | Cycliste          | Équipe            | Temps        |
| - | ----------------- | ----------------- | ------------ |
| 1 | Julián Berrendero | RCD de la Corunya | 50 min 57 s  |
| 2 | Federico Ezquerra | FC Barcelone      | + 27 s       |
| 3 | Antonio Martín    | RCD de la Corunya | + 1 min 13 s |

| Résultats de la 4e étape C \| \| Cycliste \| Équipe \| Temps \| \| - \| ---------------- \| ------------------------ \| --------------- \| \| 1 \| José Vidal Juliá \| Régiment d'Infanterie 51 \| 1 h 36 min 33 s \| \| 2 \| João Lourenço \| Coñac Gris Martínez \| m.t. \| \| 3 \| Antonio Martín \| RCD de la Corunya \| m.t. \| |                  |                          |                 |
| | Cycliste         | Équipe                   | Temps           |
| 1 | José Vidal Juliá | Régiment d'Infanterie 51 | 1 h 36 min 33 s |
| 2 | João Lourenço    | Coñac Gris Martínez      | m.t.            |
| 3 | Antonio Martín   | RCD de la Corunya        | m.t.            |

|   | Cycliste          | Équipe             | Temps           |
| - | ----------------- | ------------------ | --------------- |
| 1 | Federico Ezquerra | FC Barcelone       | 5 h 05 min 40 s |
| 2 | Cipriano Elys     | Frente del Trabajo | + 8 min 48 s    |
| 3 | Julián Berrendero | RCD de la Corunya  | + 14 min 46 s   |

|   | Cycliste          | Équipe             | Temps            |
| - | ----------------- | ------------------ | ---------------- |
| 1 | Federico Ezquerra | FC Barcelone       | 12 h 33 min 23 s |
| 2 | Cipriano Elys     | Frente del Trabajo | + 11 min 33 s    |
| 3 | Julián Berrendero | RCD de la Corunya  | + 16 min 44 s    |

### Étape 5. Lleida - Vilanova de Bellpuig. 122,0 km
|   | Cycliste        | Équipe            | Temps           |
| - | --------------- | ----------------- | --------------- |
| 1 | Miguel Casas    | UE Sants          | 4 h 05 min 20 s |
| 2 | Delio Rodríguez | RCD de la Corunya | + 16 min 13 s   |
| 3 | Antonio Martín  | RCD de la Corunya | m.t.            |

|   | Cycliste          | Équipe             | Temps            |
| - | ----------------- | ------------------ | ---------------- |
| 1 | Federico Ezquerra | FC Barcelone       | 16 h 54 min 11 s |
| 2 | Cipriano Elys     | Frente del Trabajo | + 11 min 33 s    |
| 3 | Julián Berrendero | RCD de la Corunya  | + 16 min 44 s    |

### Étape 6. Vilanova de Bellpuig - Manresa. 136,0 km
|   | Cycliste          | Équipe                   | Temps           |
| - | ----------------- | ------------------------ | --------------- |
| 1 | Julián Berrendero | RCD de la Corunya        | 4 h 51 min 33 s |
| 2 | Fernando Murcia   | FC Barcelone             | m.t.            |
| 3 | José Vidal Juliá  | Régiment d'Infanterie 51 | m.t.            |

|   | Cycliste          | Équipe             | Temps            |
| - | ----------------- | ------------------ | ---------------- |
| 1 | Federico Ezquerra | FC Barcelone       | 21 h 45 min 44 s |
| 2 | Cipriano Elys     | Frente del Trabajo | + 13 min 41 s    |
| 3 | Julián Berrendero | RCD de la Corunya  | + 14 min 29 s    |

### Étape 7. Manresa - Olot. 132,0 km
|   | Cycliste        | Équipe            | Temps           |
| - | --------------- | ----------------- | --------------- |
| 1 | Delio Rodríguez | RCD de la Corunya | 4 h 54 min 37 s |
| 2 | Fernando Murcia | FC Barcelone      | m.t.            |
| 3 | Antonio Martín  | RCD de la Corunya | m.t.            |

|   | Cycliste          | Équipe             | Temps            |
| - | ----------------- | ------------------ | ---------------- |
| 1 | Federico Ezquerra | FC Barcelone       | 26 h 43 min 22 s |
| 2 | Julián Berrendero | RCD de la Corunya  | + 10 min 43 s    |
| 3 | Cipriano Elys     | Frente del Trabajo | + 12 min 22 s    |

### Étape 8. (8A Olot-Figueres 47 km) et (8B Figueres-Granollers 201 km)
|   | Cycliste        | Équipe              | Temps           |
| - | --------------- | ------------------- | --------------- |
| 1 | Fermo Camellini | Coñac Gris Martínez | 1 h 12 min 08 s |
| 2 | Antonio Martín  | RCD de la Corunya   | m.t.            |
| 3 | José Martinho   | Coñac Gris Martínez | m.t.            |

|   | Cycliste          | Équipe             | Temps           |
| - | ----------------- | ------------------ | --------------- |
| 1 | Fernando Murcia   | FC Barcelone       | 6 h 18 min 17 s |
| 2 | Vicente Carretero | Frente del Trabajo | m.t.            |
| 3 | Joaquim Olmos     | FC Barcelone       | m.t.            |

| Résultats de la 8e étape \| \| Cycliste \| Équipe \| Temps \| \| - \| --------------- \| ------------------- \| --------------- \| \| 1 \| Fermo Camellini \| Coñac Gris Martínez \| 7 h 34 min 06 s \| \| 2 \| Antonio Martín \| RCD de la Corunya \| + 53 s \| \| 3 \| José Martinho \| Coñac Gris Martínez \| + 1 min 43 s \| |                 |                     |                 |
| | Cycliste        | Équipe              | Temps           |
| 1 | Fermo Camellini | Coñac Gris Martínez | 7 h 34 min 06 s |
| 2 | Antonio Martín  | RCD de la Corunya   | + 53 s          |
| 3 | José Martinho   | Coñac Gris Martínez | + 1 min 43 s    |

### Étape 9. Granollers - Granollers. 50,0 km
|   | Cycliste          | Équipe             | Temps           |
| - | ----------------- | ------------------ | --------------- |
| 1 | Delio Rodríguez   | RCD de la Corunya  | 1 h 28 min 35 s |
| 2 | Vicente Carretero | Frente del Trabajo | m.t.            |
| 3 | Fermín Trueba     | RCD de la Corunya  | m.t.            |

|   | Cycliste          | Équipe            | Temps            |
| - | ----------------- | ----------------- | ---------------- |
| 1 | Federico Ezquerra | FC Barcelone      | 35 h 49 min 15 s |
| 2 | Julián Berrendero | RCD de la Corunya | + 9 min 56 s     |
| 3 | Diego Cháfer      | FC Barcelone      | + 12 min 40 s    |

### Étape 10. Granollers - Barcelone. 117,0 km
|   | Cycliste        | Équipe            | Temps           |
| - | --------------- | ----------------- | --------------- |
| 1 | Agustí Miró     | FC Barcelone      | 3 h 39 min 13 s |
| 2 | Fermín Trueba   | RCD de la Corunya | m.t.            |
| 3 | Fernando Murcia | FC Barcelone      | m.t.            |

|   | Cycliste          | Équipe            | Temps            |
| - | ----------------- | ----------------- | ---------------- |
| 1 | Federico Ezquerra | FC Barcelone      | 39 h 30 min 22 s |
| 2 | Julián Berrendero | RCD de la Corunya | + 9 min 56 s     |
| 3 | Diego Cháfer      | FC Barcelone      | + 12 min 40 s    |

## Classement final
| Pos. | Cycliste                    | Équipe                   | Temps            |
| ---- | --------------------------- | ------------------------ | ---------------- |
| 1    | Federico Ezquerra (ESP)     | FC Barcelone             | 39 h 30 min 22 s |
| 2    | Julián Berrendero (ESP)     | RCD de la Corunya        | + 9 min 56 s     |
| 3    | Diego Cháfer (ESP)          | FC Barcelone             | + 12 min 40 s    |
| 4    | Cipriano Elys (ESP)         | Frente del Trabajo       | + 14 min 47 s    |
| 5    | Fermo Camellini (ITA)       | Coñac Gris Martínez      | + 16 min 26 s    |
| 6    | Antonio Andrés Sancho (ESP) | FC Barcelone             | + 19 min 39 s    |
| 7    | Fernando Murcia (ESP)       | FC Barcelone             | + 21 min 41 s    |
| 8    | José Vidal Juliá (ESP)      | Régiment d'Infanterie 51 | + 23 min 09 s    |
| 9    | Vicente Miró (ESP)          |                          | + 23 min 22 s    |
| 10   | Vicente Carretero (ESP)     | Frente del Trabajo       | + 23 min 28 s    |

## Classements annexes
| Pos. | Cycliste          | Équipe            | Points |
| ---- | ----------------- | ----------------- | ------ |
| 1    | Julián Berrendero | RCD de la Corunya | 12     |
| 2    | Fermín Trueba     | RCD de la Corunya | 8      |
| 3    | Antonio Martín    | RCD de la Corunya | 7      |

| Pos. | Équipe            | Temps             |
| ---- | ----------------- | ----------------- |
| 1    | FC Barcelone      | 119 h 03 min 25 s |
| 2    | RCD de la Corunya | + 7 min 46 s      |
| 3    | UE Sants          | + 1 h 13 min 47 s |